# Protister
Protisterne (latin: protista) er alle organismer med en cellekerne (Eukaryota) undtagen: Opisthokonta (dyr, Microsporidia, svampe...), Bikonta (Alveolates, Stramenopiles, Rhodophyta, Grønne planter).
Tidligere var Protisterne alle organismer undtagen Monera (bakterieriget), Fungi (svamperiget), Plantae (planteriget) og Animalia (dyreriget). Protista omfatter også mere komplekse encellede organismer og alger.
Det skal bemærkes at der findes en del protister, som i perioder lever af fotosyntese og i andre lever af at fortære andre mikrober (uden fotosyntese).
Traditionelt er protister blevet opdelt i:
- Protist protista
  - Svampedyr Myxomycota – Svampe-lignende former.
  - Protozoerne Protozoa (amøbe) – Dyre-lignende former.
  - Eugleniderne Euglenophyta – flagellater.